# Józef Hofmann
Józef Kazimierz Hofmann (Cracovia, 20 de enero de 1876 - Los Ángeles, 16 de febrero de 1957) fue un pianista y compositor polaco. Los expertos en la materia lo consideran como uno de los mejores pianistas de todos los tiempos.

## Semblanza

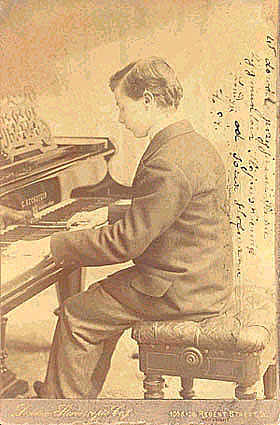
Hofmann de joven frente al piano

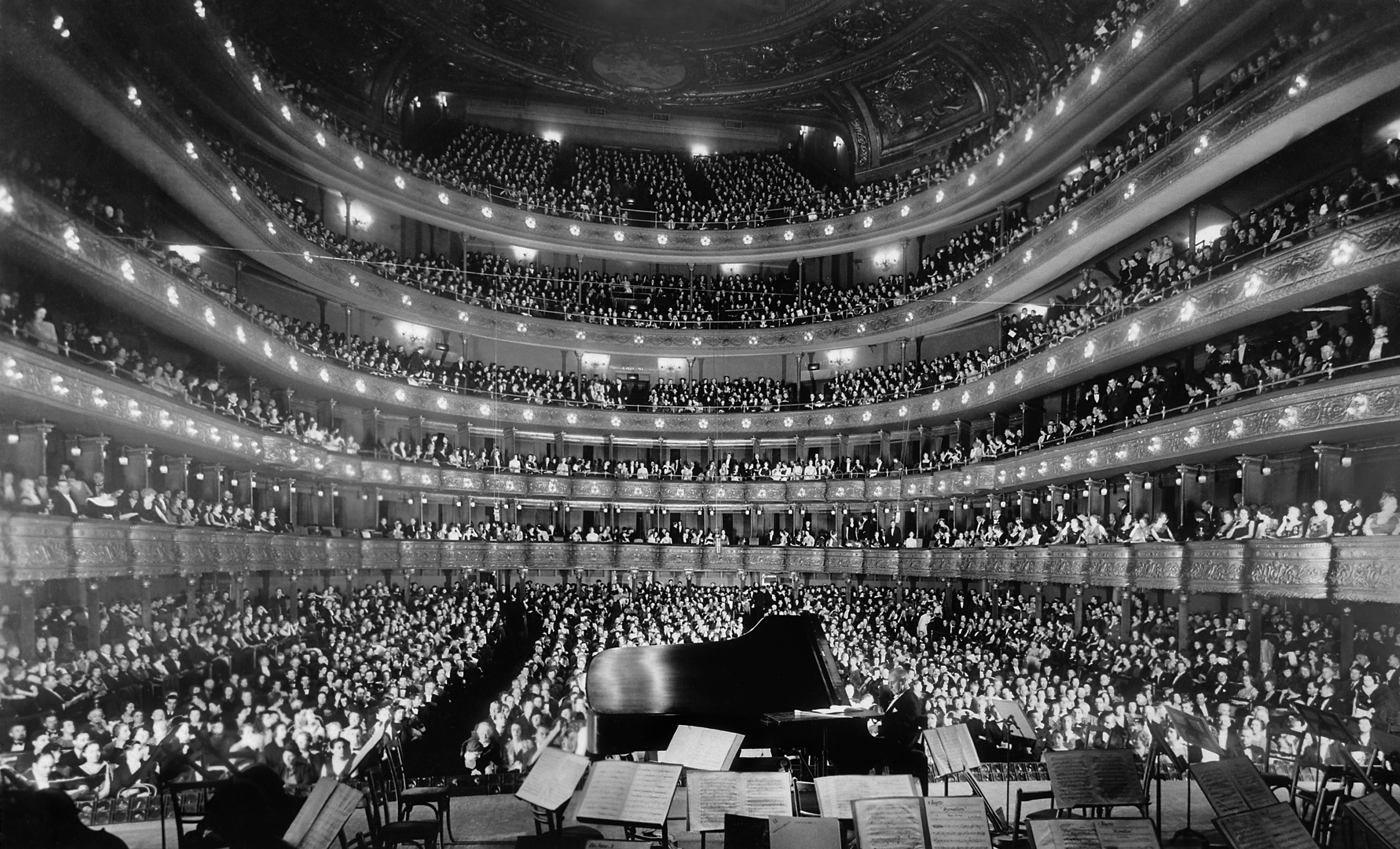
En el Metropolitan Opera, 1937

Hofmann nació en Podgórze (un distrito de Cracovia), parte de la región de Galitzia (por entonces, perteneciente al imperio austrohúngaro; actual Polonia) en 1876. Su padre era el compositor, director y pianista Kazimierz Hofmann, y su madre la cantante Matylda Pindelska. También tenía una hermana mayor, Zofia Wanda, nacida el 11 de junio de 1874 igualmente en Cracovia. Durante toda su infancia, su padre, Kazimierz, estuvo casado con Aniela Teofila Kwiecińska (nacida el 3 de enero de 1843 en Varsovia), quien, tras mudarse a Varsovia en 1878 con su marido, falleció allí el 12 de octubre de 1885. Al año siguiente, Kazimierz Mikołaj Hofmann se casó el 17 de junio de 1886 con Matylda Franciszka Pindelska, la madre de sus hijos, (hija de Wincenty y Eleonora Wyszkowska, nacida en 1851 en Cracovia) en la Basílica de la Santa Cruz de Varsovia.
Para asegurar a su hijo Josef una educación musical completa, toda la familia se mudó a Berlín a partir de 1886. Josef Hofmann, un niño prodigio, dio un recital de debut en Varsovia a la edad de 5 años, y una larga serie de conciertos por Europa central y Escandinavia, que culminó con una gira por América en 1887-88, que provocó comparaciones con el joven Mozart y el joven Mendelssohn. Antón Rubinstein aceptó a Hofmann como su único alumno privado en 1892 y organizó el debut de su alumno en Hamburgo en 1894. Realizó giras y actuó extensamente durante los cincuenta años siguientes como uno de los pianistas más célebres de la época. En 1913 se le homenajeó entregándole las llaves de la ciudad de San Petersburgo.
Como compositor, Hofmann publicó más de cien obras, muchas de ellas bajo el seudónimo de "Michel Dvorsky", entre ellas dos conciertos para piano y música para un balet. Durante la Primera Guerra Mundial se instaló en los Estados Unidos, convirtiéndose en ciudadano estadounidense en 1926. En 1924 pasó a ser el primer jefe del departamento de piano del recién creado Instituto de Música Curtis, Filadelfia, y dirigiendo el Instituto entre 1927 y 1938.
Jugó un papel decisivo en la contratación de músicos ilustres como Efrem Zimbalist, Fritz Reiner, Marcella Sembrich y Leopold Auer como profesores del Instituto Curtis. Entre los alumnos de Hofmann figuraron Jean Behrend, Abram Chasins, Abbey Simon, Shura Cherkassky, Ezra Rachlin, Nadia Reisenberg (véase), y Harry Kaufman. Aunque no era alumno, Jorge Bolet se benefició del interés de Hofmann. 
En 1937, en el 50 aniversario de su presentación en Nueva York, se celebró una función de gala para conmemorar el "Jubileo de Oro", con un recital organizado en la Ópera Metropolitana de Nueva York. En 1938 se vio obligado a dejar el Instituto Curtis por disputas financieras y administrativas. En los años de 1939 a 1946, su eminencia artística se deterioró, en parte debido a las dificultades familiares y al alcoholismo. En 1946, dio su último recital en el Carnegie Hall, hogar de 151 de sus apariciones, y se retiró a la vida privada en 1948. Pasó su última década en Los Ángeles en relativo anonimato, trabajando en inventos y manteniendo una correspondencia constante con los asociados.
Como inventor, Hofmann registró más de 70 patentes, y su invención de amortiguadores neumáticos para automóviles y aviones tuvo éxito comercial entre 1905 y 1928. Otros inventos incluyeron una escobilla limpiaparabrisas, un horno que quemaba petróleo crudo, una casa que giraba con el sol, un dispositivo para registrar la dinámica (patente de EE. UU. número 1614984) de la reproducción de las pianolas, que perfeccionó justo cuando las empresas de pianos mecánicos cerraron, y las mejoras de la acción del piano adoptadas por la compañía Steinway (patente de EE. UU. número 2263088). Se mudó a Los Ángeles en 1939.
Hofmann murió de neumonía el 16 de febrero de 1957 en un hogar de ancianos de Los Ángeles. Tuvo cuatro hijos. En 1928, reveló que él y su primera esposa, Marie Eustis, se habían divorciado en 1924; también reveló que se había vuelto a casar, con Betty Short.

## Valoración crítica
Harold Charles Schonberg ha argumentado que Hofmann fue el pianista más impecable y posiblemente el más grande del siglo XX. HMV y RCA propusieron infructuosamente proyectos de grabación a Hofmann en la década de 1930. Serguéi Rajmáninov le dedicó su Concierto para piano n.º 3 en re menor (1909), aunque no le gustó y nunca lo interpretó. Los críticos de la generación anterior como James Huneker denominaron a Hofmann "el rey de los pianistas", y Samuel Chotzinoff lo llamó "el mejor pianista de nuestro tiempo".
Contemporáneos como Serguéi Rajmáninov, Ignaz Friedman, Josef Lhévinne y Godowsky, consideraban que Hofmann era, en general, el pianista más grande de su generación, pero la aclamación no fue tan universal entre la siguiente generación de pianistas.
En su autobiografía, Arthur Rubinstein criticaba a Hofmann como alguien que se interesaba solo por la mecánica de la música y no por su corazón o espiritualidad, y comentaba que al final de la carrera de Hofmann "se quedó sin nada después de que su técnica lo abandonó". Claudio Arrau descartó a Hofmann (junto con Paderewski) como alguien que resultó ser muy famoso y dijo: "No sabía qué hacer con él". Sviatoslav Richter, después de escuchar una prueba discográfica realizada por la RCA con Hofmann interpretando el scherzo de la Sonata de Beethoven en mi bemol, op. 31, n.º 3, consideró que el pianista era técnicamente "deslumbrante", pero señaló que ignoró las marcas del sforzando introducidas por el compositor; mientras que György Sándor lo ha calificado como el más grande de todos los pianistas del siglo XX en términos de música, interpretación y técnica. El propio alumno de Hofmann, Shura Cherkassky, comparó favorablemente a Horowitz con Hofmann de la siguiente manera: "Hofmann era posiblemente la mayor mente musical. Pero, creo, Horowitz era el mayor pianista, el mayor virtuoso; de alguna manera atraía al mundo entero. Hofmann no podía comunicarse a ese nivel".
Por su parte, Earl Wild reconoció el estilo de Hofmann como su mayor influencia para obtener una técnica fluida y flexible: "Sus interpretaciones siempre fueron entregadas con gran lógica y belleza". Y Jorge Bolet dijo que cada vez que escuchaba a Rajmáninov o a Hofmann, siempre pensaba para sí mismo: "Cada nota que tocan, eso es lo que me gustaría tocar".

## Publicaciones
Los libros de Hofmann se basaron en sus frecuentes artículos en el  Ladies' Home Journal :
- Piano Playing: A Little Book of Simple Suggestions (1907) — e-text
- Piano Questions Answered (1909)
- Piano Playing: With Piano Questions Answered (1920, compilación de sus dos primeros libros) — e-text, ISBN 0-486-23362-6 y ISBN 1-150-03067-4